# Федоренко, Фёдор Демьянович
Фёдор Демья́нович Федоре́нко (укр. Федір Федоренко, англ. Feodor Fedorenko; 1907—1987) — советский коллаборационист, охранник концентрационного лагеря Треблинка, соучастник массовых убийств людей. Выдан американским судом в СССР и расстрелян по приговору советского суда.

## Биография
Родился 17 сентября 1907 года в Джанкое. Украинец.
После вторжения немецких войск на территорию СССР, 23 июня 1941 года, был мобилизован в Красную Армию, назначен водителем грузовой машины. Через 2-3 недели подразделение, в котором служил Федоренко, было окружено немцами. Ему удалось вырваться из окружения, но через три дня немцы всё же взяли его в плен. Федоренко был отправлен в Житомир, а впоследствии в концентрационный лагерь в городе Хелм, расположенный в генерал-губернаторстве. Когда администрация лагеря объявила о наборе на немецкую службу содержащихся здесь военнопленных, Федоренко изъявил желание сотрудничать. Обучение он проходил в концлагере Травники, а приблизительно в сентябре 1942 года был направлен охранником в печально известный концлагерь Треблинка. Федоренко получил звание унтер-офицера, и с сентября 1942 по август 1943 года возглавлял украинский отряд численностью 200 человек.
Федоренко был одним из примерно 5000 солдат из Травников, которые прошли подготовку у гауптштурмфюрера СС Карла Штрейбеля в рамках Операции Рейнхард. Подготовка хиви была развёрнута во всех основных местах предназначенных для выполнения «окончательного решения». В проведении операций отряды хиви были дополнены подразделениями СС и Schupo, а также формированиями полиции порядка. Они проводили облавы внутри еврейских гетто в оккупированной немцами Польше, расстреливая всех, кто не мог двигаться или пытался бежать, в то время как хиви проводили крупномасштабные массовые убийства гражданских лиц в тех же местах. Это было основной целью их обучения. Весной 1942 года Федоренко был переведён из Травников в Люблинское гетто. Из исторических записей известно, что в период с середины марта до середины апреля 1942 года более 30 000 евреев из Люблинского гетто были доставлены в грузовиках для перевозки скота в лагерь смерти Белжец, а ещё 4000 — в Майданек. Из Люблина Федоренко был отправлен в Варшавское гетто, а в Треблинку прибыл примерно в сентябре 1942 года.
Отчёт о Советском допросе подсудимого Александра Ивановича Егера (1918 г. р., Германия) включает раздел, посвящённый деятельности Федоренко в лагере смерти Треблинка в оккупированной Польше.
«Федоренко имел звание обервахманна СС. Он был помощником командира первого взвода Гвардейской роты в Треблинке «лагере смерти». Он приехал вместе со мной из города Варшавы в Треблинку, в «лагерь смерти». Он принимал участие в расстреле граждан еврейской национальности во время разгрузки поездов, в местах раздевания до газовых камер и в «лазарете». В конце 1943 года он отправился в Данциг в составе гвардейской роты. Я больше с ним не встречался и не знаю, где он сейчас — Егер: Следственный департамент Министерства государственной безопасности Украины» 
Согласно показаниям Федоренко, данным им в июне 1978 года, он имел косвенное отношение к массовым убийствам людей в газовых камерах, выполняя функции охранника на вышке.

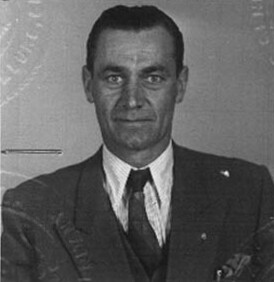
Федор Федоренко после побега в США в 1949 г.

После окончания Второй мировой войны Федоренко бежал в США, получив гражданство в 1948 году. Он поселился в Филадельфии, но позже поселился в Уотербери, штат Коннектикут, где нашёл работу в качестве рабочего латунной фабрики. Впоследствии он проживал также в Майами.
В середине 1960-х он был идентифицирован как возможный военный преступник — выжившие в Треблинке опознали в нём охранника лагеря по фотографиям и документам, захваченным у членов СС. Его имя и адрес в Уотербери были включены в список пятидесяти девяти военных преступников, живущих в Америке. Этот список был составлен в Европе и Израиле и направлен в Службу иммиграции и натурализации Соединенных Штатов.
В середине 1970-х годов представители Конгресса США Джошуа Эйльберг и Элизабет Хольцман инициировали серию слушаний, которые подтолкнули Счётную палату правительства США к анализу и расследованию возможных данных нацистских военных преступников. В результате в Службе иммиграции было создано специальное подразделение по судебным разбирательствам для расследования нацистских военных преступников. Информация, полученная в шестидесятые годы, теперь могла быть использована. В 1977 году Служба иммиграции передала информацию о Федоренко в прокуратуру Министерства юстиции.
Ещё с начала 1970-х годов Советский Союз направлял в США просьбы о рассмотрении дел по людям, совершившим военные преступления на территории Восточной Европы и после войны получивших гражданство США. Первоначально генеральный секретарь ЦК КПСС Л. И. Брежнев желал передать президенту США Ричарду Никсону во время встречи список карателей, скрывавшихся от правосудия на американской территории, но Никсон незадолго до намеченной встречи ушёл в отставку, и она не состоялась. Следующий президент, Джеральд Форд, не желал договариваться с советским руководством.
В 1973 году Федоренко, соскучившись по родным местам, решил с туристической группой съездить в Крым. Там он, несмотря на прошедшие годы, был опознан, после чего его личностью заинтересовался КГБ. Федоренко был приглашен в КГБ для дачи объяснений, в отношении него была избрана мера пресечения — подписка о невыезде. Однако достаточных доказательств о его личном участии в убийствах и истязаниях узников в Треблинском лагере смерти и других лагерях добыто не было, подписка о невыезде была отменена и 5 декабря 1973 года Федоренко вернулся в США.
И все-таки СССР подал  прошение в администрацию президента США о рассмотрении дела Федоренко и передал ей материалы о военных преступлениях.

## Суд и экстрадиция

Федор Федоренко на гражданском процессе во Флориде (1978 г.)

В 1976 году Федоренко был привлечён к ответственности. 25 мая 1976 года состоялся суд, на котором под присягой он заявил, что знал, что в Треблинке истреблялись тысячи евреев, и что он служил в лагере смерти, где массовые убийства производились с помощью газовых камер. Он отрицал, что находился в той части лагеря, где располагались газовые камеры, но признался, что когда-то стоял на сторожевой вышке, возвышавшейся над этой частью лагеря: «Я видел, как они грузили мертвецов на носилки. ...И они грузили их в яму».  Позже в своих показаниях он подтвердил, что в этой части лагеря «были рабочие, которые забирали тела и хоронили их или складывали в ямы. Вот где были газовые камеры». По поводу выгрузки евреев из поездов он свидетельствовал: «Одних забирали на работу, а других отправляли в газовые камеры». Cуд оправдал Федоренко за недоказанностью участия. Судья Норман К. Роэтгер заявил, что 71-летний мужчина сам стал «жертвой нацистской агрессии», и что он может сохранить своё гражданство Соединённых Штатов.
Следствие тем не менее было продолжено, а 21 июня 1981 года в связи с открывшимися обстоятельствами, Верховный Суд США отменил оправдательный вердикт. Федоренко был взят под стражу, лишён американского гражданства, и в декабре 1984 года выслан в Советский Союз. Он стал первым нацистским военным преступником, которого США выдали СССР. Однако, по халатности сотрудников КГБ, Федоренко не был сразу взят под стражу, и в течение нескольких недель пьянствовал в родном Джанкое. Вскоре газета «Washington Post» опубликовала статью «Nazi Fedorenko feels free in USSR», в которой обвиняла спецслужбы СССР в бездействии по отношению к военным преступникам. В ноябре 1985 года Федоренко был арестован. По воспоминаниям участников следственных действий, он требовал предоставить ему адвоката не-еврейской национальности.
Около года Федоренко провёл в камере в ожидании суда. 10 июня 1986 года начался открытый суд. Зал судебных заседаний Крымского областного суда был рассчитан на 500 человек, но даже он не мог вместить всех желающих. После прочтения обвинительного заключения зрители были возмущены и требовали «разорвать на части» Федоренко. Свидетели показывали, что он лично участвовал в экзекуциях над евреями и «гнал их палками до самой душегубки», а также отбирал у них ценности. Прокурор требовал для Федоренко расстрела, а адвокат просил суд учесть возраст подсудимого (к тому времени ему было 79 лет). Сам Федоренко в последнем слове, плача, говорил: «Я не хотел этого». Судом было установлено, что за время его службы в Треблинке было уничтожено порядка 800 тысяч человек. Суд длился девять дней, после чего судья Михаил Тютюнник вынес приговор Федоренко — высшую меру наказания, смертную казнь через расстрел. Когда приговор был вынесен, в зале раздались громкие аплодисменты. По воспоминаниям присутствующих, Федоренко выслушал слова судьи равнодушно. Федоренко подал кассационную жалобу в Верховный Суд СССР, но в помиловании ему было отказано. О приведении в исполнение смертного приговора в отношении осуждённого Фёдора Демьяновича Федоренко было официально объявлено 28 июля 1987 года.